# Železniční trať Knin–Split
Železniční trať Knin–Split (chorvatsky Željeznička pruga Knin–Split) se nachází v chorvatské Dalmácii. Jednokolejná neelektrizovaná železniční trať, vedená v horském terénu, je evidována pod číslem 70a. Dlouhá je 102 km.

## Historie
Trať byla vybudována ještě během existence Rakousko-Uherska. Dokončena byla roku 1888 a známá byla pod názvem Dalmatinská dráha (chorvatsky Dalmatska pruga). První plán na výstavbu dráhy, která měla zajistit spojení odlehlého dalmatského pobřeží se zbytkem Habsburské monarchie, byl prezentován soukromou společností, ta však neměla dostatek prostředků na výstavbu. V 70. letech 19. století se nakonec k realizaci rozhodl přistoupit rakousko-uherský stát. Práce probíhaly směrem z obcí Šibenik a Siverić směrem na jih, stavělo se v letech 1877 až 1888.
Roku 1925 byla dokončena i trať Ogulin–Knin, čímž byla trať integrována do zbytku sítě, tentokrát již v rámci Království Srbů, Chorvatů a Slovinců.
Trať byla v roce 1991 poničena v rámci povstání srbského obyvatelstva a chorvatské války za nezávislost. Rekonstrukce byla dokončena roku 2001.
V červenci 2009 došlo v blízkosti železniční stanice Kaštel Stari v prudkém oblouku k železniční nehodě. Vykolejil zde osobní vlak, zemřelo 6 cestujících a 40 bylo zraněno. Důvodem bylo, že bezprostředně před jízdou vlaku byly dřevěné pražce nastříkány protipožárním prostředkem, prostředek se dostal ale i na samotné kolejnice. Na nich se vytvořil olejový film, který zabránil vlaku zpomalit do předepsané rychlosti v oblouku. Opětovné čištění kolejnic trvalo 11 dní.[zdroj?]

## Stanice
- Knin
- Kaldrma
- Kosovo
- Tepljuh
- Siverić
- Drniš
- Žitnić
- Sedramić
- Planjane
- Unešić
- Cera
- Koprno
- Perković
- Donji Dolac
- Primorski Dolac
- Bakovići
- Brdašce
- Preslo
- Prgomet
- Labin Dalmatinski
- Sadine
- Kaštel Stari
- Kaštel Kambelovac
- Kaštel Gomilica
- Kaštel Sućurac
- Solin
- Split Predgrađe
- Split

## Provoz osobní dopravy
Na trati jsou v letních měsících provozovaný přímé linky do Splitu, například v roce 2021 šlo o vlak ze stanice Praha hlavní nádraží, v roce 2023 pak z Bratislavy hlavné stanice.

## Fotogalerie

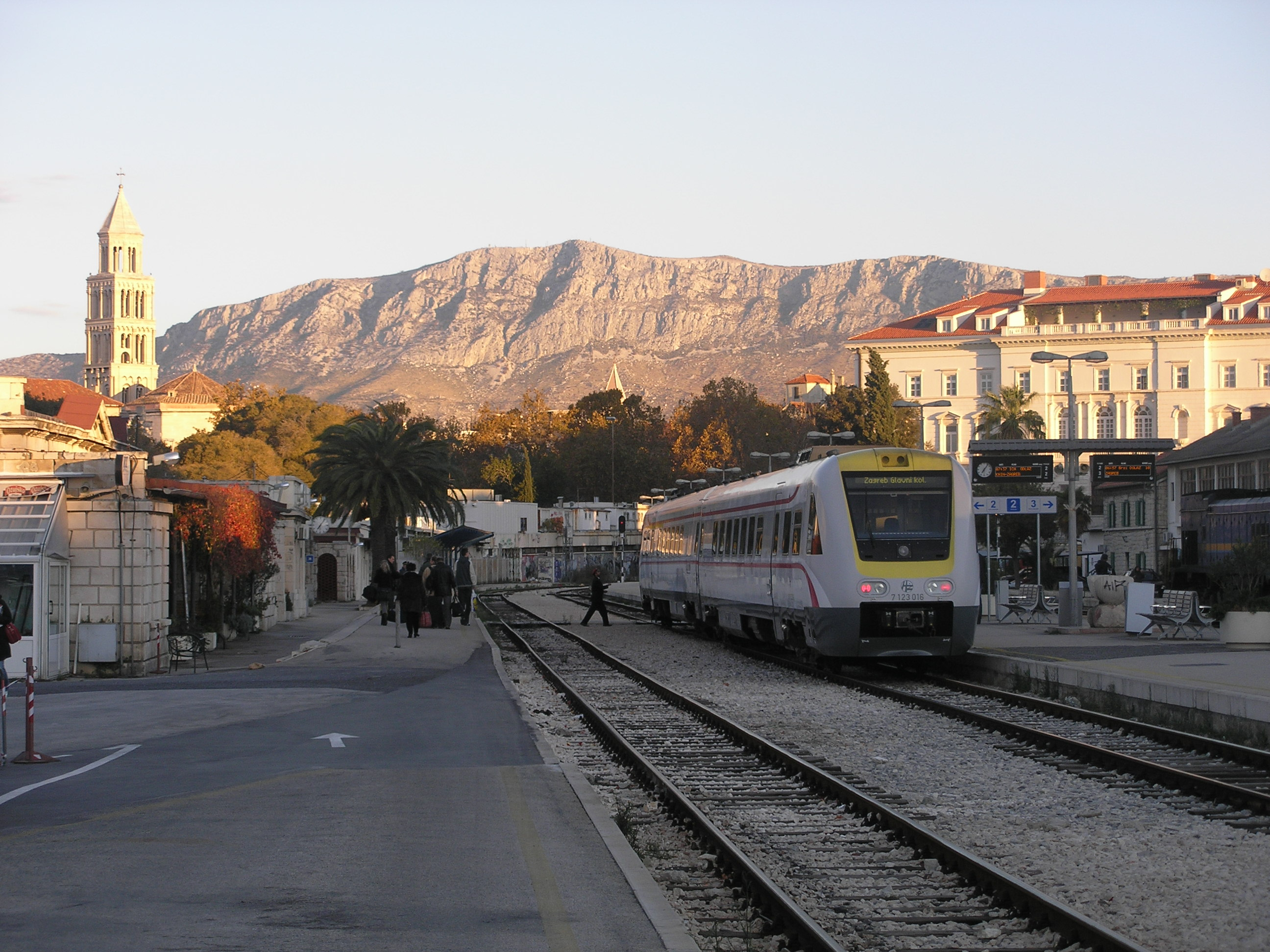
Nádraží ve Splitu
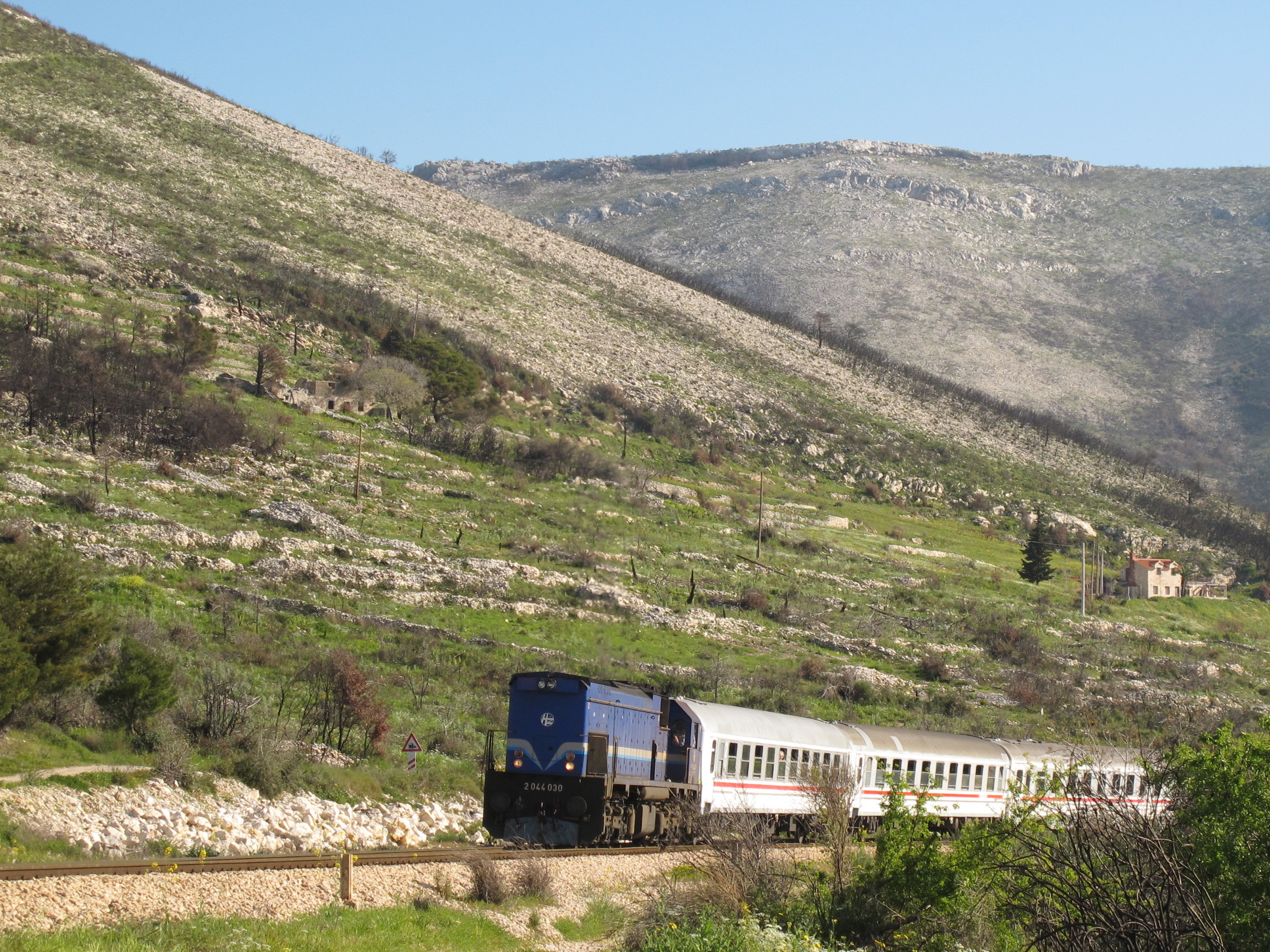
Vlak stoupající horami
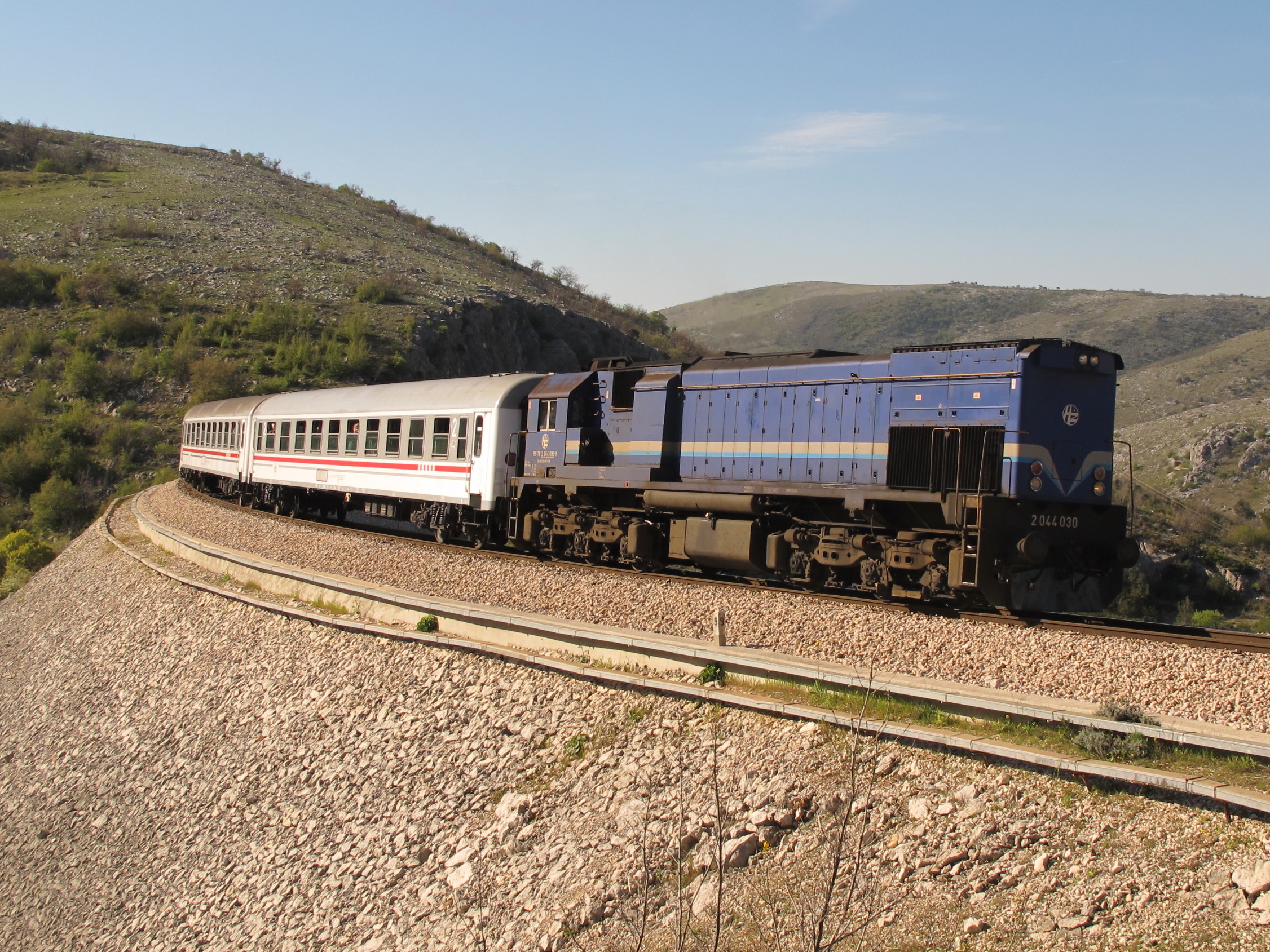
Vlak u Primorskeho Dolace
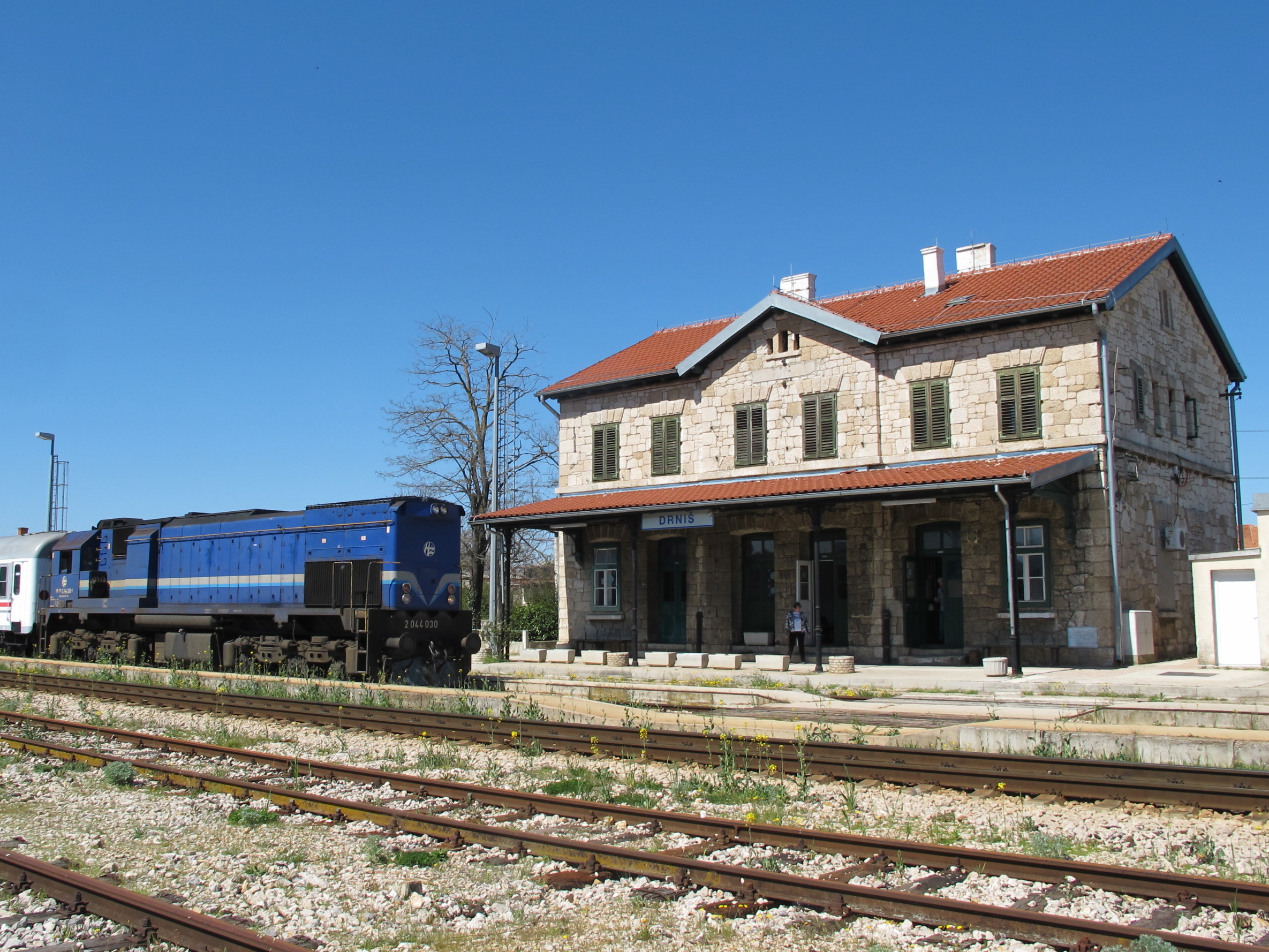
Nádraží Drniš
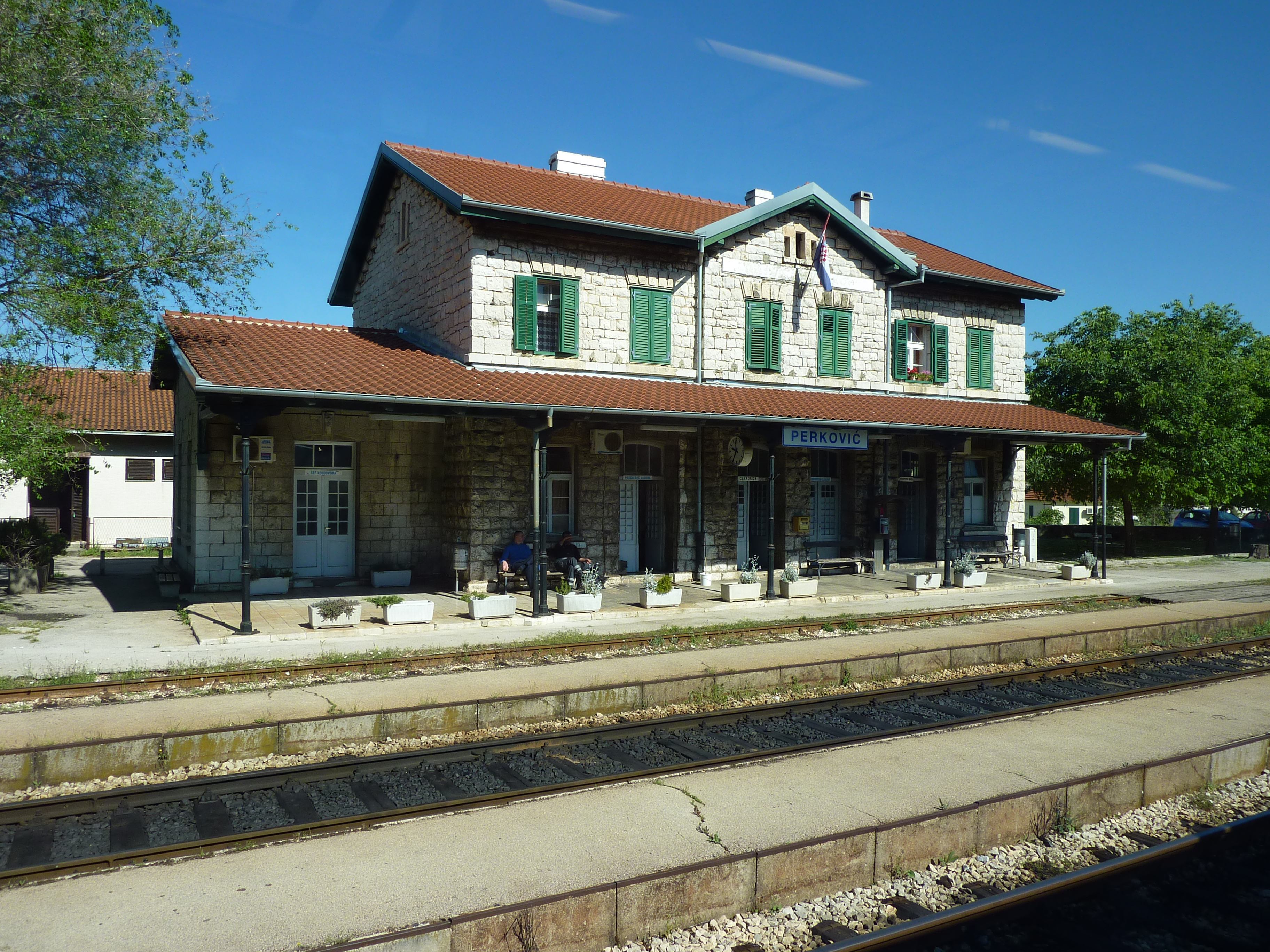
Nádraží Perković
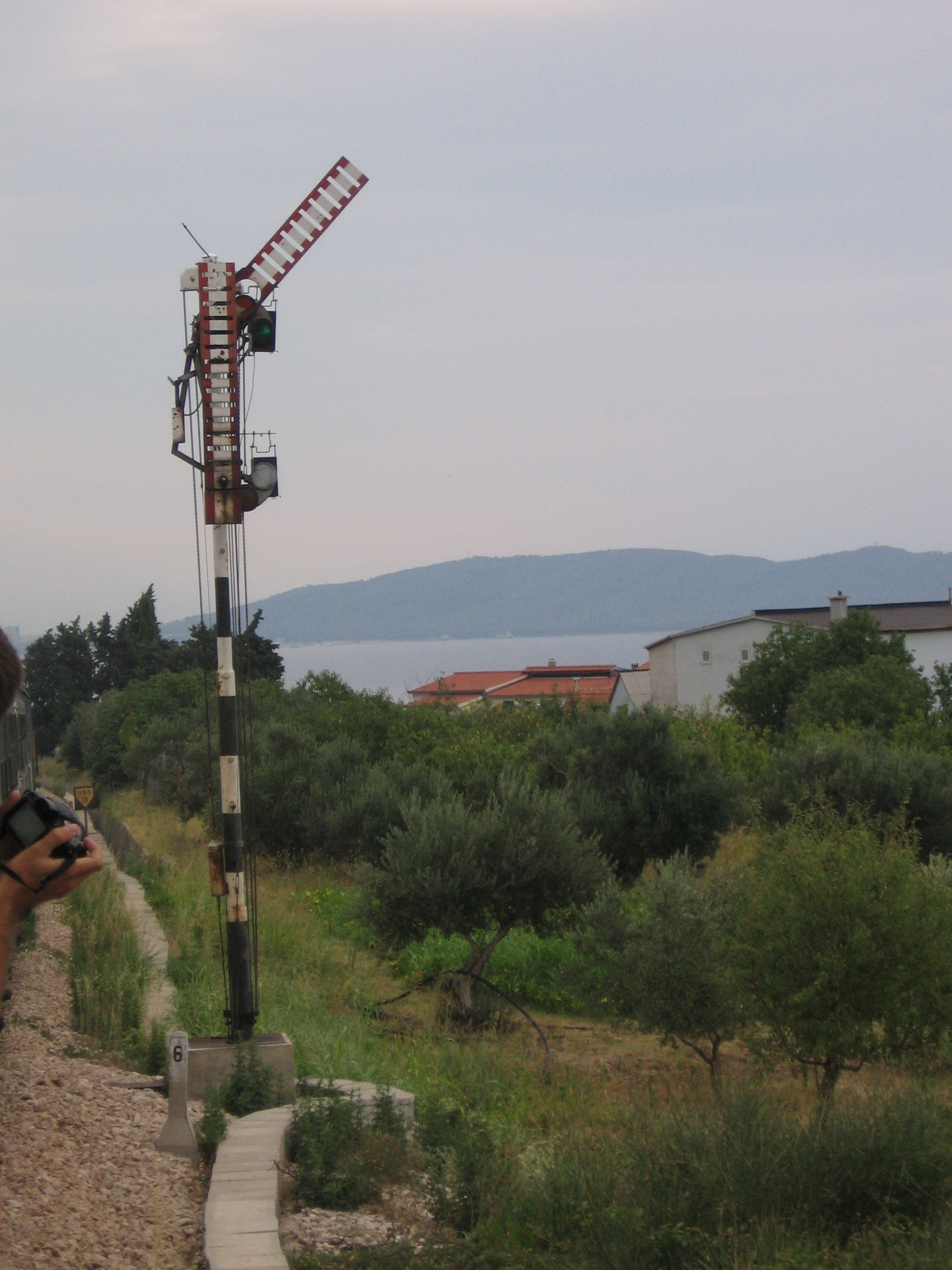
Mechanické návěstidlo